# Bagrat III. Gruzijski
Bagrat III., gruz. ბაგრატ III, (oko 960. – 7. svibnja 1014.) član gruzijske dinastije Bagrationi, kralj Abhazije od 978. (kao Bagrat II.) i kralj Gruzije od 1008. pa nadalje. Kao i drugi gruzijski monarsi, poznat je po svojoj monarhijskoj tituli mepe (მეფე).
On je ujedinio ova dva naslova dinastičke baštine, a osvajanjem i diplomacijom, dodao još neke zemlje svom kraljevstvu, te time učinkovito postao prvi kralj koji je vladao jedinstvenim gruzijskim kraljevstvom. Prije nego što je okrunjen za kralja, vladao je kao dinast u Kartliji od 976. do 978. godine. Nadgledao je izgradnju katedrale Bagrati u Kutaisiju u zapadnoj Gruziji. Katedrala je uvrštena na UNESCO-ov popis Svjetske kulturne baštine.
Rođen je oko 960. godine kao sin Gurgena, princa Kartlije iz dinastije Bagrationi i njegove žene Gurandukht, kćeri kralja Đure II. od Abhazije. Kao još maloljetnog, usvojio ga je rođak David III. Kuropalat, koji nije imao djece. U to vrijeme, David je bio najmoćniji vladar na Kavkazu.
Abhaško kraljevstvo bilo je pod vlašću Teodozija III. Slijepog, nemoćnog kralja koji je bio Bagratov ujak. Kraljevstvo ja zapalo u kaos i ratove među feudalcima. Koristeći situaciju, princ Kvirik II. od Kahetije (939. – 976.), koja je tada najistočnija regija Gruzije, upada u Kartliju, dotada pod vlašću abhaških kraljeva i opsjeda u stijeni uklesano uporište Upliscihe. Ioane Marushis, energični guverner (eristavi) Kartlije, pozvao je 976. Davida od Taoa da preuzme kontrolu nad pokrajinom ili da ga da Bagratu u nasljedni posjed. David je energično odgovorio i Kahetijci su se morali povući kako bi izbjegli sukob.